# Louis de Rouvroy, duque de Saint-Simon

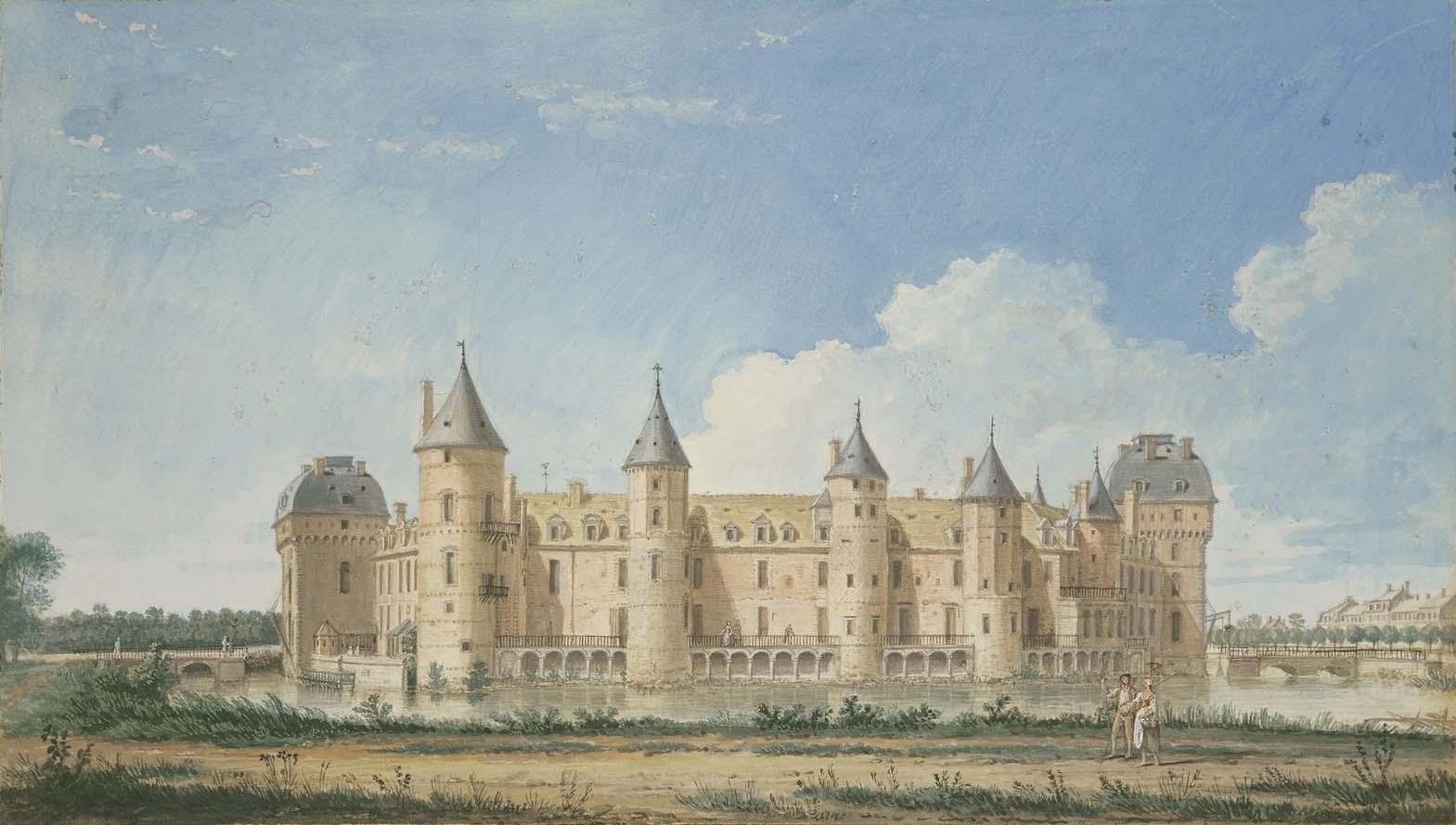
Castillo de La Ferté-Vidame, hacia 1750, residencia habitual de Saint-Simon en sus últimos años (Museum of Fine Arts, Boston).

Louis de Rouvroy, duque de Saint-Simon (París, 16 de enero de 1675 - ibídem, 2 de marzo de 1755) fue un escritor y diplomático francés. Es conocido por sus famosas Memorias acerca de la corte de Versalles durante el reinado de Luis XIV.
El filósofo socialista utópico e industrial francés Claude Henri de Rouvroy, conde de Saint-Simon (1760-1825), fundador del sansimonismo, es un pariente lejano del duque.

## Primeros años de vida
Fue hijo único de Claude de Rouvroy, duque de Saint-Simon, y de su segunda esposa, Charlotte de L'Aubespine, y nació cuando el anciano duque tenía 68 años. Le dieron en su juventud el título de Vídamo de Chartres y recibió de su madre una educación cuidada, aunque austera; pronto trabó amistad con Felipe de Orleáns, duque de Chartres, futuro regente, quien habrá de transformarse en su protector y será fundamental en su carrera política. 
En 1691, cuando su padre contaba ya 86 años, se estableció en un modesto Hôtel particulier (hotel privado) de Versalles e intrigó en la Corte para ingresar en los Mosqueteros; logró ser presentado a Luis XIV. Empezó así su carrera militar y participó en el asedio de Namur y en la batalla de Neerwinden; poco tiempo después el rey le dio el mando de la tercera compañía de caballería del Royal Roussillon.
Su padre falleció en abril de 1693, de forma que se convirtió en duque y par de Francia a los dieciocho años. Algo después el nuevo duque compró el Regimiento de Carabineros Reales, convirtiéndose así en maestre de campo, por más que sus responsabilidades militares pasaran a un segundo lugar frente a los asuntos cortesanos. Al año siguiente, en julio de 1694, empezó a escribir sus famosas Memorias, que luego retomaría en 1739.

### Matrimonio e hijos
En 1695, se casó con Marie-Gabrielle de Durfort de Lorges, hija mayor del mariscal Guy Aldonce II de Durfort, comandante de las campañas del Rin, y en 1696 nació su primera hija, Charlotte; siguieron Jacques-Louis (1698) y Armand (1699). La mediocridad de sus hijos defraudó su orgullo aristocrático, lo que le hizo mencionarlos apenas en sus Memorias y siempre con desilusión y pena.

## Vida pública
Luis XIV falleció en 1715 y el duque de Orleáns, amigo de Saint-Simon, se convirtió en Regente de Francia a causa de la minoría de edad de Luis XV. Él lo convirtió en miembro del Consejo de Regencia, de forma que se encontró de pronto manejando asuntos de estado en las altas esferas del gobierno. Por entonces se estableció un nuevo sistema de gobierno colegiado, la Polisinodia, unos consejos donde dominaba la nobleza que Saint-Simón promovió para sustituir a los antiguos secretarios de estado, que habían concentrado demasiado el poder en manos del rey Sol, dejando a la nobleza inoperante y ociosa.
Desde su punto de vista, el único papel digno de un par de Francia era aconsejar al rey sin ocupar ningún puesto oficial. Así que rechazó la presidencia del Consejo de Finanzas, que incluso confió a su enemigo, el duque de Noailles; pese a todo, aceptó los más altos honores y distinciones, como el nombramiento de caballero de la Orden de San Luis, que era exclusiva de los militares y necesaria para ser caballero de la Orden del Espíritu Santo, que era la más alta condecoración de Francia y en la que fue admitido en 1728.
En 1721 viajó como embajador a España, un país que admiraba mucho, con el fin de casar a Luis XV con una infanta española. Fue este el episodio culminante en su carrera política, que además vio recompensado con el título de grande de España; pero fue el último, ya que, a su retorno a Francia en 1722, no consiguió ascender a primer ministro y, al año siguiente, fallecido su protector y amigo, perdió todo acceso al poder y, sin nada que hacer ni expectativa alguna, se retiró de la corte a su Castillo de La Ferté-Vidame, donde recibió con frecuencia visitas de su amigo Montesquieu, quien agradecía su amena conversación y amable trato.
La principal obra del duque de Saint-Simon, sus Memorias, un clásico del género autobiográfico, tuvo que esperar mucho hasta ser publicada a causa del caudaloso volumen de la obra, que fue custodiada por un notario. La primera gran edición fue la de Adolphe Chéruel a partir de 1858; siguió la monumental de Boislile, de 1879 a 1930, en 43 volúmenes; aún sigue siendo esta la edición de referencia.

## Precisión
Solo se han vertido antologías y excerpta. Todavía no hay una traducción íntegra al español de las “Memorias” de Saint-Simon.